# 費爾奇鎮區 (密歇根州)
費爾奇鎮區（英語：Felch Township）是位於美國密歇根州迪金森縣的一個行政鎮區。

## 地方資料
費爾奇鎮區的面積為372.47平方千米，當中陸地面積為367.36平方千米，而水域面積為5.10平方千米。根據2020年美國人口普查的數據，當地共有人口687人，而人口密度為每平方千米1.84人。